# Thursford
Thursford – wieś w Anglii, w hrabstwie Norfolk, w dystrykcie North Norfolk. Leży 35 km na północny zachód od Norwich i 168 km na północny wschód od Londynu. W 2001 miejscowość liczyła 224 mieszkańców.